# فابريسيو فونتانيني
فابريسيو فونتانيني (بالإسبانية: Fabricio Fontanini)‏ (30 مارس 1990 برافاييلا في الأرجنتين - ) هو لاعب كرة قدم أرجنتيني في مركز الدفاع. لعب مع أتليتيكو رافائيلا وكيلمس ونادي سان لورينزو.

## روابط خارجية
- فابريسيو فونتانيني على موقع قاعدة بيانات كرة القدم.إي يو (الإنجليزية)
- فابريسيو فونتانيني على موقع Soccerway.com (الإنجليزية)
- فابريسيو فونتانيني على موقع عالم كرة القدم.نت (الإنجليزية)
- فابريسيو فونتانيني على موقع AS.com (الإسبانية)